# عکاسی تلسکوپی

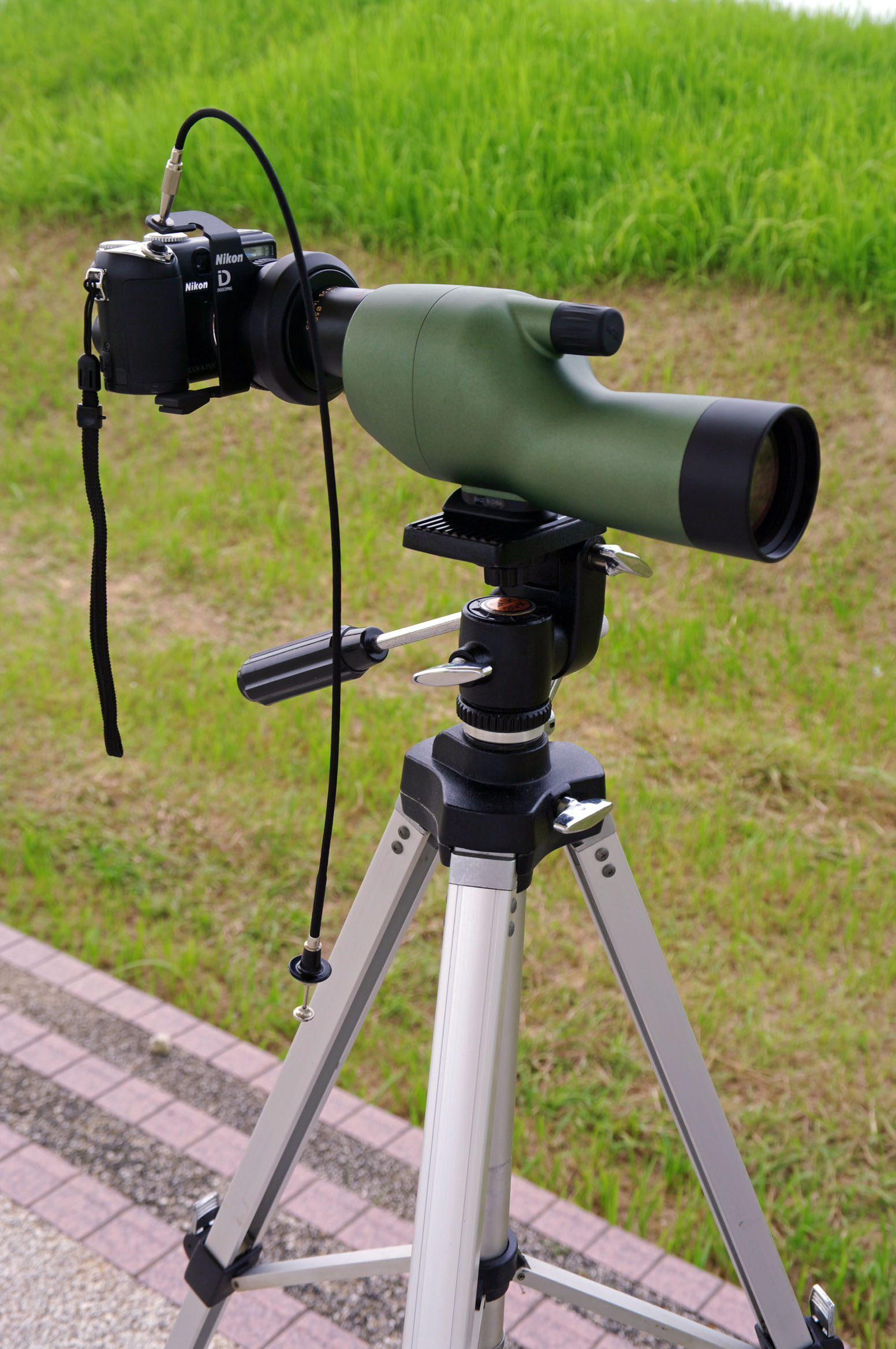
تشخیص دامنه با دوربین دیجیتالی که با استفاده از یک آداپتور به صورت فوکال نصب شده‌است.

عکاسی تلسکوپی یا عکاسی تلسکوپی دیجیتال (به انگلیسی: Digiscoping) یک نوواژه برای عکاسی بی‌کانون است که از یک دوربین (دیجیتال) برای ثبت تصاویر دوردست از طریق عدسی چشمی تلسکوپ نوری استفاده می‌کند.
عکاسی تلسکوپی معمولاً به استفاده از یک دوربین بازتابی تک‌عدسی دیجیتال با لنز متصل یا اغلب از یک نقطه لنز ثابت و دوربین دیجیتال عکاسی برای گرفتن عکس از طریق چشمی تلسکوپ لکه‌یاب پرنده‌نگر اشاره دارد. این اصطلاح همچنین با استفاده از دوربین دیجیتال و تلسکوپ لکه‌یاب مجهز به عکاسی با فوکوس اصلی همراه است.